# Hannah Ridge
Hannah Ridge (in lingua inglese: Dorsale di Hannah ) è una dorsale montuosa arcuata, lunga 9 km, che si sviluppa in direzione ovest a partire dal Washington Escarpment, subito a nord del Brown Ridge, nel Neptune Range, che fa parte dei Monti Pensacola in Antartide. 
La dorsale è stata mappata dallo United States Geological Survey (USGS) sulla base di rilevazioni e foto aeree scattate dalla U.S. Navy nel periodo 1956-66.
La denominazione è stata assegnata dall'Advisory Committee on Antarctic Names (US-ACAN) in onore di Edward L. Hannah, meccanico delle fusoliere di aereo presso la Stazione Ellsworth, nell'inverno 1958.